# Anthony Janiec
Anthony Janiec (ur. 13 grudnia 1984 w Metz, zm. 31 lipca 2022) – francuski kierowca wyścigowy.

## Kariera
Janiec rozpoczął karierę w wyścigach samochodowych w roku 2002, od startów w klasie B Francuskiej Formuły 3. Z dorobkiem 14 punktów ukończył sezon na trzynastej pozycji w klasyfikacji generalnej. W późniejszych latach startował przede wszystkim we Francuskiej Formule 3, gdzie zdobywał tytuły mistrzowskie w 2004 i 2008 roku, a tytuły wicemistrzowskie – w sezonach 2005 oraz 2006. W Trofeum Formuły 3 Euro Series w 2006 roku uzbierane 67 punktów dało mu drugie miejsce.

## Statystyki
| Sezon | Seria                         | Zespół             | Wyścigi | Zwycięstwa | PP | NO | Podium | Punkty | Pozycja |
| ----- | ----------------------------- | ------------------ | ------- | ---------- | -- | -- | ------ | ------ | ------- |
| 2002  | Francuska Formuła 3 – klasa B | JMP Racing         | 4       | 0          | 0  | 0  | 0      | 14     | 13      |
| 2004  | Francuska Formuła 3           | Janiec Racing Team | 10      | 2          |    |    | 8      | 151    | 1       |
| 2005  | Francuska Formuła 3           | Janiec Racing Team |         |            |    |    |        | 148    | 2       |
| 2006  | Trofeum Formuły 3 Euro Series | Janiec Racing Team | 13      | 2          | 1  |    | 10     | 67     | 2       |
| 2006  | Francuska Formuła 3           |                    |         |            |    |    |        | 50     | 2       |
| 2007  | Francuska Formuła 3           |                    |         |            |    |    |        | 60     | 7       |
| 2008  | Francuska Formuła 3           |                    |         |            |    |    |        | 173,5  | 1       |